# هوي روز
هوي روز (بالإنجليزية: Howie Rose)‏ هو معلق رياضي أمريكي، ولد في 13 فبراير 1954.